# Los Charcos, Querétaro Arteaga
Los Charcos är en ort i Mexiko.   Den ligger i kommunen Jalpan de Serra och delstaten Querétaro Arteaga, i den centrala delen av landet, 190 km norr om huvudstaden Mexico City. Los Charcos ligger 1 325 meter över havet och antalet invånare är 123.
Terrängen runt Los Charcos är bergig söderut, men norrut är den kuperad. Runt Los Charcos är det glesbefolkat, med 20 invånare per kvadratkilometer. Närmaste större samhälle är Landa de Matamoros, 13,1 km nordost om Los Charcos. I omgivningarna runt Los Charcos växer i huvudsak blandskog.